# مرد کامل (فیلم ۲۰۱۵)
مرد کامل (انگلیسی: The Perfect Guy) یک فیلم مهیج به کارگردانی دیوید ام. رزنتال است که در سال ۲۰۱۵ منتشر شد.

## بازیگران
- سنا لیثن
- مایکل ایلی
- موریس چسنات
- ال اسکات کالدول
- چارلز اس. داتون
- تس هارپر
- کاترین موریس
- روتینا وسلی
- هولت مک‌کالانی
- جسیکا پارکر کندی
- گوردون کلپ
- جان گتز
- رونی جن بلوینز
- شنون لوچیو